# Subhimalus melanus
Subhimalus melanus är en insektsart som beskrevs av Ghauri 1971. Subhimalus melanus ingår i släktet Subhimalus och familjen dvärgstritar. Inga underarter finns listade i Catalogue of Life.